# 宇宙434号
宇宙434号（俄语：Космос 434）是前苏联LK登月舱最后一次不载人试飞，为所进行过的四次不载人登月舱测试中飞行时间最长的，验证了登月舱“E组级”推进系统的备用火箭发动机，完成了186公里x11804公里的轨道飞行，这次试验证明，该登月舱适合飞行。
LK登月舱是前苏联载人登月计划中唯一达到登月水准的部分。1980年-1981年间，人们担心它可能携带有核燃料。1981年8月22日，当它再次进入澳大利亚上空时，苏联外交部在澳大利亚承认宇宙434号是一艘“月球舱实验装置”，即月球着陆器。

## 另请参阅
- 宇宙379号